# Bequeires
Els bequeires (en llatí: becheires, en grec antic Βέχειρες, Βέχειροι) eren un poble del Pont, emparentat amb els macrons, i que vivia a l'est d'aquesta tribu.
Sembla que a l'est tenien als macrocèfals, que cal distingir dels macrons. Plini el Vell diu que eren dos pobles diferents. Se suposa, pel que diuen Plini i Pomponi Mela, que ocupaven la regió a l'oest de Trapezus (Trebisonda).